# Assistant producteur
L'assistant aux producteurs peut porter bien des chapeaux, en fonction du type de société de production qui l'emploie : celui d'archiviste, parfois celui du responsable des ressources humaines mais surtout celui de secrétaire. 
C'est d'abord un métier qui demande du sang-froid et une extrême capacité à supporter le stress et la pression.
L'assistant doit s'assurer que l'équipe de production ait tous les commis techniques nécessaires pour fonctionner : les alecs (éclaireurs), les techniciens de plateaux, les répétiteurs, (en cas de nécessité) la régie, les cadreurs... etc. 
Les appels sont donc très fréquents. Il doit aussi réserver les billets d'avions, de trains, voire des chambres d'hôtel en cas de tournage externe. Si la société de production est de faible capacité, il pourra aussi jouer le rôle de réceptionniste.
Si l'assistant doit inscrire des documents dans un ordinateur pour la préparation de la production ou du tournage (règlements, accords...), il devient Assistant de production.